# Muzeum Młynarstwa i Rolnictwa w Osiecznej
Muzeum Młynarstwa i Rolnictwa w Osiecznej – prywatne muzeum położone w Osiecznej, prowadzone przez firmę z siedzibą w Lesznie, będącą własnością Jarosława Jankowskiego. Do 2012 roku działało jako Muzeum Rolnictwa i Młynarstwa w Rydzynie.
Muzeum mieści się w dwóch z trzech wiatraków, pochodzących z drugiej połowy XVIII wieku, ocalałych z grupy kilkunastu tego typu budowli, znajdujących się na wzgórzu Szubienica, przy drodze do Leszna. Ekspozycje znajdują się w wiatrakach „Franciszek” oraz „Józef-Adam” (trzeci wiatrak – „Leon” – stanowi własność prywatną i nie wchodzi w skład muzeum). Placówka powstała w 2012 roku z inicjatywy rodziny Jankowskich, natomiast wcześniej, w 2007 roku, przeprowadzono remont obiektów.
W wiatraku „Franciszek” znajduje się wystawa pamiątek historycznych i etnograficznych z terenu Wielkopolski, Dolnego Śląska oraz ziemi lubuskiej. Znajdują się tu dawne narzędzia, przedmioty codziennego użytku, stroje ludowe oraz sztuka ludowa. Natomiast w wiatraku „Józef-Adam” odtworzono zabytkowe wnętrze młyna, zachowując oryginalne urządzenia i sprzęty.
Zwiedzanie muzeum jest możliwe po uprzednim uzgodnieniu. Placówka organizuje również lekcje historii oraz plenery malarskie i rzeźbiarskie.
W czasie powstania wielkopolskiego, w dniu 8 stycznia 1919 roku, w pobliżu terenu dzisiejszego muzeum miało miejsce starcie zbrojne wojsk powstańczych i niemieckich, zwane „Bitwą pod Wiatrakami”. Walki zakończyły się sukcesem wojsk polskich.